# Rallina leucospila
La polluela listada (Rallina leucospila) es una especie de ave gruiforme de la familia Rallidae endémica de Nueva Guinea. 

## Distribución y hábitat
Es endémica de Nueva Guinea Occidental, Indonesia. Su hábitat natural son los bosques tropicales montanos húmedos de la península de Doberai. Se encuentra amenazada por la pérdida de hábitat.